# Peter Rubin
Peter Rubin, bürgerlich Peter Kohlhuber (* 5. Mai 1942 in Mährisch-Ostrau, Reichsgau Sudetenland, heute Tschechische Republik), ist ein deutscher Sänger, Moderator, Songwriter und Gitarrist.

## Leben
Peter Rubin absolvierte nach der Schule zunächst eine kaufmännische Lehre. Anschließend studierte er Volkswirtschaft an der Ludwig-Maximilians-Universität München. In den 1960er Jahren gründete er mit Freunden die Band Pemagos. 1966 erschien mit Wieder daheim (Homeward Bound) seine erste Schallplatte. 1967 vertrat er Deutschland beim Internationalen Liederwettbewerb in Zoppot/Polen. Ende der 1960er Jahre hatte er mit Hätt ich einmal nur Zeit und mit Azzurro seine ersten großen Erfolge in den deutschen Charts. 1973 veröffentlichte er seinen wohl bekanntesten Titel Wir zwei fahren irgendwo hin. In über 45 Jahren Schlagergeschäft nahm er rund 40 Singles und ähnlich viele Alben auf, arbeitete als Songwriter für andere Künstler, moderierte verschiedene Radiosendungen und trat regelmäßig in den bekannten Musik-Fernsehsendungen auf. Gemeinsam mit Freddy Breck und Cindy & Bert entstanden 1974 das Album Frohe Weihnachten und 1976 Schöne Ferien. 
Wegen seiner Körpergröße von zwei Metern erhielt er schon früh den Titel des „größten Schlagersängers Deutschlands“. Zu diesem Thema veröffentlichte er auch Schlager wie Immer Ärger mit dem Bett oder XXL. Teilweise machte er sich auch als Operettensänger einen Namen. Mit dem Lied Zuerst kommt meine Liebe (dann Napoleon) nahm er 1970 am Deutschen Schlager-Wettbewerb teil.
In den 1980er Jahren pausierte er von seinen langen Tourneen und war vor allem als Moderator beim Hörfunk des Südwestfunks und des Bayerischen Rundfunks tätig. Bei letzterem moderierte er bis zur Programmreform im Jahr 1996 im wöchentlichen Wechsel mit Klaus Havenstein, Ruth Kappelsberger und Walter Föhringer das „Telefon-Wunschkonzert“.
Peter Rubin wohnt mit seiner Familie in Stockdorf bei München und hat in seinem Haus ein eigenes Tonstudio.

## Diskografie

### Alben
- 1970: Immer mehr
- 1971: Heute passiert’s
- 1971: Azzurro (Doppelalbum)
- 1972: Ich komme zu dir
- 1973: Wir zwei fahren irgendwo hin
- 1974: Frohe Weihnachten (Freddy Breck und Cindy & Bert)
- 1975: Du passt in keinen Anzug rein
- 1975: Seine großen Erfolge
- 1976: Ich möcht’ auf einer Insel leben
- 1976: Mädchen und Lieder
- 1976: Schöne Ferien (mit Freddy Breck und Cindy & Bert)
- 1977: Da ist zuviel Schaum drauf
- 1978: Stargala (Doppelalbum)
- 1982: Typisch!
- 1988: Azzurro
- 1990: Wir zwei fahren irgendwo hin
- 1995: XXL – Wir zwei fahren irgendwo hin
- 1996: Im Frühtau zu Berge
- 2002: Seine großen Erfolge

### Singles
| Jahr | Titel Album                             | Höchstplatzierung, Gesamtwochen, AuszeichnungChartsChartplatzierungen (Jahr, Titel, Album, Platzierungen, Wochen, Auszeichnungen, Anmerkungen) | Anmerkungen |
| Jahr | Titel Album                             | DE | Anmerkungen |
| ---- | --------------------------------------- | --- | ----------- |
| 1968 | Azzurro                                 | DE17 (5 Wo.)DE |             |
| 1969 | Immer mehr                              | DE16 (4 Wo.)DE |             |
| 1970 | In meinen Schuhen kannst du nicht gehen | DE26 (2 Wo.)DE |             |
| 1970 | Wir sitzen beide am selben Feuer        | DE38 (9 Wo.)DE |             |
| 1971 | Heute passiert’s                        | DE42 (5 Wo.)DE |             |
| 1971 | Mit den Wölfen heulen                   | DE48 (1 Wo.)DE |             |
| 1971 | Von Mensch zu Mensch                    | DE45 (3 Wo.)DE |             |
| 1972 | Ich komme zu Dir                        | DE45 (1 Wo.)DE |             |
| 1972 | In der Nacht                            | DE39 (5 Wo.)DE |             |
| 1973 | Wir zwei fahren irgendwo hin            | DE29 (9 Wo.)DE |             |
| 1973 | Du kannst das am besten                 | DE43 (1 Wo.)DE |             |

Weitere Singles
- 1966: Wieder daheim (Homeward Bound)
- 1967: Der Zug nach Sunny Hill
- 1967: Wenn die Liebe nicht so schön wär
- 1968: Hätt ich einmal nur Zeit (If I Only Had Time)
- 1969: Ich kann an nichts and’res mehr denken
- 1970: Zuerst kommt meine Liebe
- 1972: 1, 2, 3, 4, 5, 6 und sieben
- 1974: Komm’ wir geh’n auf die Reise
- 1974: Immer gradaus
- 1975: Du paßt in keinen Anzug rein
- 1975: Ich möcht’ auf einer Insel leben
- 1976: Begraben wir den Streit
- 1976: Mädchen im Boot
- 1977: Mein Verein ist spitze
- 1977: Da ist zuviel Schaum drauf
- 1977: Das nenn´ich Service
- 1977: Schöner Vogel Columbina
- 1978: Können diese Augen lügen?
- 1979: Immer Ärger mit dem Bett
- 1979: Dieses Lied soll dich streicheln
- 1980: Ja, hörst du denn nie Radio?
- 1982: Ich glaube an Gefühle
- 1983: Wie ein Mann
- 1984: Wer sagt denn schon gerne Lebwohl
- 1995: XXL
- 1995: Oh Cherie
- 1996: Im Frühtau zu Berge
- 1997: Endlich frei
- 2004: Es tut noch weh dich zu sehn
- 2009: Wie soll ich lachen, wenn du weinst
- 2010: Wem außer dir
- 2010: Hab ich dir jemals Danke gesagt
- 2010: Ich will, dass du weißt
- 2010: Tränen der Liebe
- 2011: Ich ohne dich